# Charlie Murphy
Charles Quinton "Charlie" Murphy (Bushwick, Nueva York; 12 de julio de 1959-Ib., 12 de abril de 2017), fue un actor, comediante, escritor y artista de voz estadounidense.
Era el hermano mayor de Eddie Murphy. A pesar de que tuvo pequeños papeles en varias películas a finales de 1980 y principios de 1990, su principal papel fue en la película de 1993 CB4. Murphy tuvo un breve paso como cantante de rap a finales de 1980. Murió el miércoles 12 de abril de 2017 a los 57 años de leucemia.

## Títulos de algunos de sus trabajos
- Harlem Nights (1989)
- Mo' Better Blues (1990)
- The Kid Who Loved Christmas (1990)
- Jungle Fever (1991)
- CB4 (1993)
- Murder was the Case (1995)
- Vampire in Brooklyn (1995) - guion
- The Pompatus of Love (1996)
- The Players Club (1998)
- Unconditional Love (1999)
- Paper Soldiers (2002)
- Death of la Dynasty (2003)
- One on One - Primo Larry Eldridge (2004)
- Grand Theft Auto: San Andreas (videojuego) - voz de Jizzy B
- Marc Ecko's Getting Up: Contents Under Pressure (videojuego) - voz
- Denis Leary's Merry F#%$in' Christmas (2005)
- Lovesick (2005)
- Mattie Fresno and the Holoflux Universe (2005)
- King's Ransom (2005)
- Chappelle's Show (2005)
- Roll Bounce (2005)
- The Boondocks (2005–08, serie de televisión) - voz de Ed Wuncler III
- Night at the Museum (2006) (Cameo)
- Dress 2 Impre$$ (2007)
- Norbit (2007) - guionista y voz de Lloyd el perro
- Wild 'N Out
- Hot Ghetto Mess (2007, también conocida como We Got to Do Better)
- The Perfect Holiday (2007)
- Unearthed (2007)
- Get Your Basketball On (2009) - Leroy Smith
- Lottery Ticket (2010)